# Sparkasse Jerichower Land
Die Sparkasse Jerichower Land war eine Sparkasse in Sachsen-Anhalt mit Sitz in Burg. Sie fusionierte am 1. März 2021 mit der Sparkasse Magdeburg.

## Geschäftsgebiet und Träger
Das Geschäftsgebiet der Sparkasse Jerichower Land umfasste den Landkreis Jerichower Land, welcher auch Träger der Sparkasse war.

## Geschäftszahlen
Die Sparkasse Jerichower Land wies im Geschäftsjahr 2019 eine Bilanzsumme von 910,34 Mio. Euro aus und verfügte über Kundeneinlagen von 790,95 Mio. Euro. Gemäß der Sparkassenrangliste 2019 lag sie nach Bilanzsumme auf Rang 325. Sie unterhielt 16 Filialen/Selbstbedienungsstandorte und beschäftigte 171 Mitarbeiter.